# 墓場軌道
墓場軌道（はかばきどう、graveyard orbit）は、役割を終えた人工衛星が、別の使用中の人工衛星と衝突してスペースデブリが発生することを防ぐために移動する、同期軌道よりも高度の高い軌道である。
墓場軌道への軌道変更が行われるのは、人工衛星を大気圏再突入（デオービット、英語：deorbit）するような軌道に遷移させて処理するには必要な速度変化（{\displaystyle \Delta {V}\,}）が大き過ぎて不可能な場合である。例えば、静止衛星を墓場軌道へ移動するのに必要な{\displaystyle \Delta {V}\,}は約11 m/sで済むが、再突入させるのに必要な{\displaystyle \Delta {V}\,}は約1,500 m/sも必要である。実際に静止衛星を大気圏に再突入させた例は過去になく、墓場軌道に投入するのが最善の方法である。
墓場軌道は、静止軌道と地球同期軌道（地上上空約36,000 km）よりもさらに200 - 300 km高度が高い。静止軌道上の衛星を墓場軌道に移動するには、衛星が3ヶ月間静止軌道を維持するために必要な燃料と同量の燃料を必要とする。また、軌道変更操作を行っている間は、確実な姿勢コントロールが出来なくてはならない。多くの人工衛星は役割を終える時に墓場軌道への移動が試みられるが、この操作に成功するのは3分の1程度であり、移動前に故障して運用を終えざるを得ない衛星が多い。
Inter-Agency Space Debris Coordination Committee (IADC) によれば、静止軌道と墓場軌道の最小近地点高度差{\displaystyle \Delta {H}\,}は次のような式で表される。
{\displaystyle \Delta {H}=235{\mbox{ km}}+\left(1000C_{R}{\frac {A}{m}}\right){\mbox{ km}}}
ここで{\displaystyle C_{R}\,}は太陽輻射圧係数（概して1.2 - 1.5の間）、{\displaystyle {\frac {A}{m}}\,}は人工衛星の表面積[m²]と質量[kg]の比である。この式には、墓場軌道と静止軌道が干渉しないように設定された静止軌道保護領域の約200 kmと、主に太陽と月からの重力の影響に対処するための約35 kmが含まれている。式の残りの部分は太陽輻射圧（太陽光の圧力）を考慮しており、これは衛星の物理的パラメータ（大きさや反射係数）に依存する。
アメリカ合衆国では、連邦通信委員会より衛星通信サービスのライセンスを受けるためには、2002年3月18日以降に打上げた全ての静止衛星は、運用寿命末期に墓場軌道への移動が求められる。アメリカ合衆国連邦政府規制では、約300 km高度を上げる必要がある。2023年10月2日にはディッシュ・ネットワークがこの規制に違反したとして、連邦通信委員会は初めて罰金15万ドルを課した。

## 参考資料
1. ↑  廃棄軌道（はいききどう、junk orbit or disposal orbit）ともいう。
2. ↑  “Report of the IADC Activities on Space Debris Mitigation Measures” (PDF). 2007年2月21日時点のオリジナルよりアーカイブ。2007年3月14日閲覧。
3. ↑  “FCC Takes First Space Debris Enforcement Action” (Press release). FCC. 2 October 2023. 2023年10月4日閲覧.
4. ↑  Brodkin, Jon (4 October 2023). “Dish botches satellite deorbit, gets hit with FCC’s first space-debris fine”. Ars Technica. 2023年10月3日時点のオリジナルよりアーカイブ. 2023年10月4日閲覧.